# Villaguay
Villaguay, est une ville de la province d'Entre Ríos en Argentine, chef-lieu du
département de Villaguay.
La ville comptait 32 027 habitants en 2001.